# بني وكيل
بني وكيل هي قرية مغربية وسط شمال البلاد. تقع جماعة بني وكيل بإقليم الفقيه بنصالح وتضم 14.960 نسمة (إحصاء رسمي 2004).